# Деглавс, Август
Август Деглавс (латыш. Augusts Deglavs, 9 августа 1862 года — 3 апреля 1922 года) — латвийский писатель, журналист и книгоиздатель.

## Биография
Август Деглавс родился 9 августа 1862 года в Шкибской волости Добленского уезда Курляндской губернии Российской империи в крестьянской семье.
Окончил Аурскую приходскую школу (1876). Работал чиновником на государственной службе (1888—1891), журналистом газет «Baltijas Vēstnesis» (1891—1893) и «Dienas Lapa» (1898—1901). В 1915—1917 жил в Петрограде, был редактором издававшейся на латышском языке газеты «Jaunā Dienas Lapa». С начала 1920-х годов, после возвращения в Латвию, был руководителем писательского отдела департамента искусств Министерства образования Латвийской Республики.
Умер 3 апреля 1922 года в Риге, похоронен на рижском Лесном кладбище. В 1929 году на могиле был установлен памятник работы скульптора К. Янсона.

## Творчество
Героями произведений писателя были городские жители, рабочие и буржуа второй половины XIX века показанные в контексте литературной традиции младолатышского движения. Наиболее известен его незаконченный исторический роман «Рига». Переводил на латышский язык книги А. Дюма, Г. Ибсена, Г. Сенкевича и В. Скотта.

## Память
- В память писателя названы улица и мост в Риге.
- На доме 24 по этой улице, в котором он жил, установлена памятная доска.